# Лижні палиці

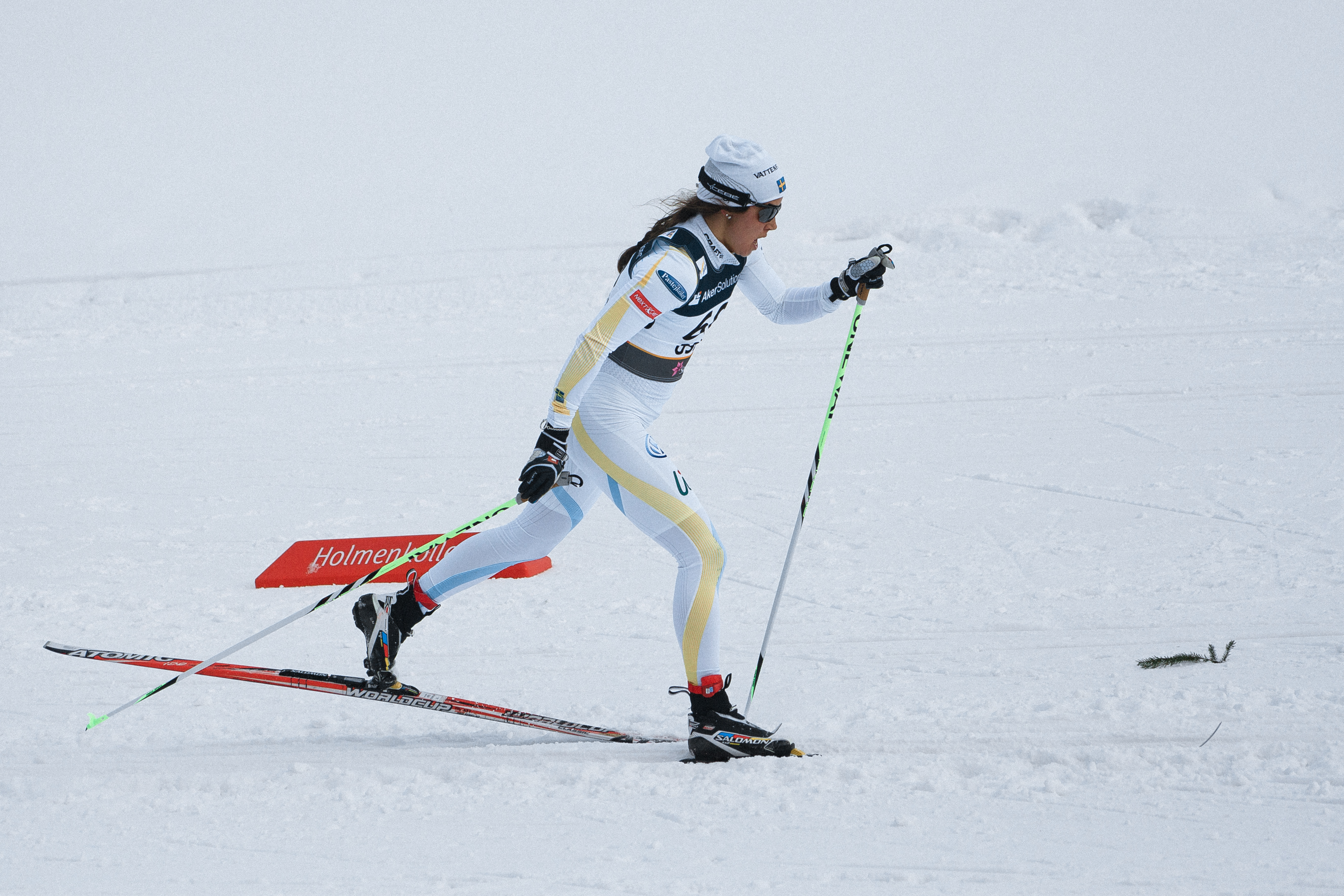
Анна Гог з лижними палицями

Лижні палиці використовуються лижниками для збереження рівноваги та відштовху. Сучасні лижні палиці найчастіше виготовляють з алюмінію та вуглецевого волокна, хоча бамбук досі залишається популярним матеріалом. Палиці застосовуються в гірськолижному спорті, фристайлі (за винятком акробатики) та лижних перегонах. Лижники, які займаються стрибками з трампліна, палицями не користуються.

## Історія
Станом на 2012 рік найдавнішу лижну палицю було знайдено у Швеції, її вік датується 3623 роком до н. е., тоді як найдавніше зображення людини з лижною палицею було виявлено в Норвегії у вигляді наскельного малюнка, який датується 4000 роком до н.е. Ранні лижники використовували палиці для збереження рівноваги, гальмування та поворотів. У альпійських суспільствах, таких як народи північних регіонів або гір Алтаю, лижні палиці також використовували для полювання, надаючи їм властивостей списа. Використання двох лижних палиць розпочалося у 1741 році. Це забезпечило кращу рівновагу, ніж одна палиця, та полегшило пересування засніженими територіями. Ранні лижні палиці виготовляли з сосни та бамбука, які сьогодні застосовуються переважно для виготовлення декоративних палиць. У 1933 році Джон Б. Діксон отримав патент у США на сталеві лижні палиці, запропонувавши використання сталі як основного матеріалу для стрижня. Цю конструкцію згодом вдосконалив Едвард Л. Скотт, який у 1959 році популяризував легкі алюмінієві лижні палиці, розробивши сучасний дизайн на основі стрижнів від ключок для гольфу. Легкі та жорсткі алюмінієві палиці зробили процес відштовхування та виконання швидких коротких поворотів значно зручнішим.
Найсучаснішим матеріалом для виготовлення лижних палиць є вуглецеве волокно. Хоча було подано патент на використання біокомпозитного матеріалу для виготовлення палиць, цей дизайн поки що не виробляється. Axel Composites запатентували вуглецеві лижні палиці ще у 1975 році, проте вдосконалена конструкція Девіда П. Гуда з 1989 року стала першою, що отримала широке розповсюдження. Вуглецеві палиці мають ті ж переваги, що й алюмінієві: легкість, жорсткість та виняткову міцність.

## Особливості лижних палиць
Кошик: Розташований біля нижньої частини стрижня, кошик призначений для запобігання глибокому зануренню палиці в пухкий сніг. Розміри кошиків варіюються: від маленьких аеродинамічних конусів, які використовуються в гонках, до великих кошиків у формі сніжинок, що застосовуються для катання в глибокому снігу. Багато палиць мають механізми, які дозволяють легко змінювати кошики, наприклад, кріплення за допомогою різьби між кошиком і стрижнем.
Ручка: На верхній частині палиці розташована ручка зі шнурком (ремінцем). Ремінець надягається на зап'ястя, щоб покращити хват лижника та запобігти втраті палиці під час падіння. При катанні у гірській місцевості ремінець іноді не використовують, щоб уникнути травм зап'ястя, якщо палиця зачепиться за приховану гілку або корінь. Деякі виробники лижних палиць впроваджують системи зі знімними ремінцями, що запобігають травмам зап'ястя у разі падіння.
Довжина: Довжина палиці залежить від призначення. Для зручності використання існують телескопічні палиці, довжину яких можна регулювати безпосередньо під час катання.
Матеріал: Як зазначалося раніше, палиці зазвичай виготовляються з алюмінію або вуглецевого волокна, хоча також використовуються специфічні матеріали, такі як дерево. Деякі моделі палиць поєднують кілька матеріалів, наприклад, композити з вуглецю та кевлара.